# جاليليو (جي دي إس)
غاليليو هو نظام حجز إلكتروني تمتلكه شركة ترافلبورت اعتبارا من عام 2002 غاليليو هو عضو في اتحاد النقل الجوي الدولي وتحالف النقل المفتوح (بالإنجليزية: OpenTravel Alliance) وشركة سيتا (بالإنجليزية: SITA).

## نبذة تاريخية
غاليليو تعود جذورها إلى عام 1971 عندما قامت شركة يونايتدايرلاينز إنشاء أول نظام محوسب للحجوزات تحت اسم أبولو. خلال 1980 و1990 وفي وقت مبكر، تم بيع نسبة كبيرة من تذاكر الطيران عن طريق وكلاء السفر. في العام 1987 تحالفت مجموعة شركات الطيران بريتيش ايرويز، كي إل أم، السويسرية، الإيطالية، يو أي أير مع يونايتد ايرلاينز لتشغيل النظام حول العالم تحت مسمى أبولو في أمريكا وجاليليو في باقي أنحاء العالم، وبدأ أنتشار النظام في أوروبا والشرق الأقصى.
تحالفت مجموعة من الشركات التابعة لمنظمة الطيران العربي في العام 1992 لتكوين مجموعة عربي والتي من مهامها التعاقد مع نظام تقوم شركات الطيران الأعضاء بتشغيله لوكالات السياحة والسفر كلا في بلدها وهي الخطوط السعودية، الكويتية، الإماراتية، اللبنانية، السورية، اليمنية، المصرية والأردنية وقامت بدراسة عروض نظم الحجز المقدمة للتمثيل في سوق الشرق الأوسط ووجدت أن أفضل هذه النظم تطورا وأكثرها تكنولوجيا هو نظام جاليليو كونه يتعامل مع:
- 550 شركة طيران
- 45 ألف فندق
- 55 ألف وكيل سياحي
- 12 ألف موقع تأجير سيارات
- تم التعاقد مع النظام لتقوم شركات الطيران بتمثيله في سوق وكالات السياحة والسفر بالشرق الأوسط مقابل نسب يحصل عليها موزع النظام على الحجوزات، مما يعني استعادة نسب كبيرة من المبالغ المباعة من نظام جاليليو بالإضافة إلى المبالغ الربحية للبيع على شركات الطيران الأخرى والفنادق وشركات تأجير السيارات.

## نظم الحجز الإلكتروني الأخرى
من نظم الحجز الإلكتروني الأخرى:
- أماديوس سي آر إس
- وورلد سبان
- سبير

## الموقع الرسمي
- موقع تأكيد الحجوزات فيو ترب
- الموقع الرسمى لشركة ترافيلبورت